# A Society Sensation
A Society Sensation er en amerikansk stumfilm fra 1918 af Paul Powell.

## Medvirkende
- Carmel Myers - Sydney Parmelee
- Rudolpho De Valentina - Dick Bradley
- Lydia Yeamans Titus - Jones
- Alfred Allen - Parmelee
- Fred Kelsey - Jim
- ZaSu Pitts - Mary
- Harold Goodwin - Timmy